# Die unendliche Geschichte II – Auf der Suche nach Phantásien
Die unendliche Geschichte II – Auf der Suche nach Phantásien ist ein deutsch-US-amerikanischer Fantasyfilm von Regisseur George Trumbull Miller aus dem Jahr 1990. Er ist die zweite Verfilmung des Romans Die unendliche Geschichte von Michael Ende und die Fortsetzung des gleichnamigen Films von 1984. Die Uraufführung des Films fand am 25. Oktober 1990 in Deutschland statt.

## Handlung
Bastian möchte gern in die Schwimmmannschaft seiner Schule aufgenommen werden. Dazu muss er von einem Sprungturm springen, wovor er jedoch Angst hat. Er sucht wieder Koreanders Antiquariat auf, um sich einen Ratgeber über Mut auszuleihen, als er das ihm wohlbekannte Buch „Die unendliche Geschichte“ entdeckt und die Kindliche Kaiserin nach ihm rufen hört: Phantásien sei in Gefahr, und Bastian müsse unbedingt helfen. Der Junge schnappt sich das Buch und landet erneut in Phantásien.
Dort macht er Bekanntschaft mit einem sprechenden Vogel in Menschengestalt namens Nimbly. Zudem trifft er seinen Freund Atréju wieder. Sie machen sehr schnell Bekanntschaft mit den sogenannten Giganten, die beginnen, Phantásien zu zerstören. Erst durch den Felsenbeißer, der sich beklagt, dass die Steine nicht mehr als Nahrung taugen, da sie hohl sind, begreift Bastian, dass sich die Leere in Phantásien ausbreitet. Verursacht wird sie von der dunklen Hexe Xayíde, die die Macht über Phantásien an sich reißen will. Um Bastian von der Rettung abzuhalten, hat Xayídes Erfinder Dreigesicht eine Apparatur entwickelt, mit der Bastian durch jeden Wunsch, den ihm das Amulett Auryn erfüllt, eine Erinnerung verliert. Ihr Spion Nimbly soll Bastian deswegen überreden, sich so oft wie nur möglich etwas zu wünschen, bis er schließlich sämtliche Erinnerungen verloren hat und somit auch nicht mehr weiß, weswegen er eigentlich nach Phantásien gekommen ist.
Bastian und Atréju machen sich auf die Suche nach Xayíde und können sie schließlich gefangen nehmen. Sie erklärt sich bereit, die beiden Jungs zur Kindlichen Kaiserin zu begleiten, und gibt scheinbar ihr Streben nach Macht auf. Auf dem Weg zum Elfenbeinturm fällt Atréju jedoch auf, dass sie sich nur im Kreis bewegen und dem Turm gar nicht näher kommen. Bastian ist jedoch der Meinung, dass dies nicht stimme, da sich die Landschaft geändert habe, und lässt sich mehr und mehr auf Xayíde ein, die natürlich nach wie vor ihre Ziele nicht aufgegeben hat und stattdessen versucht, Bastian zu einem albernen Wunsch nach dem nächsten zu überreden, um ihm seine Erinnerungen zu stehlen.
Währenddessen hat Bastians Vater das Verschwinden seines Sohnes bemerkt. Im Zimmer des Jungen findet er das Buch – und auf der vorderen Umschlagseite einen Aufkleber mit der Anschrift von Koreanders Antiquariat. Er eilt in den Laden, um den Besitzer mit dem Buch zu konfrontieren, doch als Koreander es öffnet, ist der Aufkleber verschwunden. Der Vater verlässt den Laden wieder. Als er das Antiquariat später wieder aufsuchen will, findet er nur noch einen leeren und anscheinend schon vor geraumer Zeit verlassenen Laden vor; von Koreander keine Spur. Der Vater macht sich wieder auf die Heimfahrt. Unterwegs klappt das Buch zufällig auf, und der Vater entdeckt, dass ein Kapitel mit dem Namen seines Sohnes beginnt, was ihn dazu veranlasst, das Buch zu lesen. Er begreift sehr schnell, dass er die Geschichte seines Sohnes liest, und legt das Buch nicht mehr aus der Hand.
In der Zwischenzeit hat Atréju herausgefunden, was Xayíde vorhat. Diese wiederum hat Bastian eingeredet, dass Atréju eifersüchtig auf ihn sei. Deshalb glaubt er nicht, als Atréju ihm die Wahrheit sagt. In einem Kampf zwischen den beiden stürzt Atréju einen Felsen hinab und bleibt reglos liegen. Nur kurz darauf entdeckt Bastian jedoch selbst die Apparatur mit seinen eigenen Erinnerungen – ihm sind nur noch zwei geblieben, und zwar die an seine Mutter und die an seinen Vater. Um Atréju wieder zum Leben zu erwecken, opfert er seine vorletzte Erinnerung. In der endgültigen Schlacht, als Xayíde fast am Ziel ihrer Wünsche angelangt ist, setzt Bastian auch seinen letzten Wunsch ein: Er wünscht sich, dass Xayíde ein Herz hat. Durch diesen Wunsch wird Xayíde mit all ihren Giganten zerstört. Bastian erhält seine Erinnerungen wieder, und Phantásien ist gerettet.
Um nun wieder in seine Welt zurückkehren zu können, muss er von einem hohen Kliff springen. Mit der Hilfe seines Vaters, der ihn beim Lesen des Buches heftig anfeuert, was Bastian hören kann, gelingt ihm der Sprung.

## Synchronsprecher
Die Synchronsprecher für die deutsche Fassung:
| - Bastian Bux: Dirk Meyer - Atréju: Dominik Auer - Die kindliche Kaiserin: Claudia Lössl - Xayide: Alexandra Lange - Bastians Vater: Heiner Lauterbach | - Nimbly: Martin Umbach - Fuchur: Jochen Striebeck - Dreigesicht: Klaus Guth - Felsenbeißer: Herbert Weicker - Koreander: Alwin Joachim Meyer |

## Kritiken
„Aufwendig gestalteter Abenteuer- und Fantasyfilm, der im Prinzip auf der zweiten Hälfte des gleichnamigen Erfolgsromans von Michael Ende basiert. Angesichts des prahlerischen Aufgebotes von Effekten und Materialien geht die Poesie des Stoffes verloren, so daß der Film weitgehend unberührt läßt.“

## Hintergrund
- Die Hauptdarsteller wurden komplett ausgetauscht. Jonathan Brandis übernimmt die Rolle des Bastian von Barret Oliver, und Kenny Morrison löst Noah Hathaway als Atréju ab. Erhalten geblieben ist jedoch der Darsteller von Herr Koreander, Thomas Hill.
- Die Figur Nimbly existiert in dem Roman nicht.
- George Trumbull Miller führte Regie und übernahm damit den Posten von Wolfgang Petersen.
- Die Bauten dazu entstanden in der Bavaria Film, München, errichtet von Götz Weidner.
- Die kreativen Entwürfe der Bauten stammen von Angerer dem Älteren, der als Conceptional Artist (die konzeptionellen Entwürfe) mit einer Single Card genannt wurde. Beispiele siehe: die Silberstadt Amarganth, Schloss Horok usw.
- Teile der Originalbauten und Figuren konnten im 1992 eröffneten Bavaria Filmpark Bottrop im Rahmen einer Special-Effect-Ausstellung besichtigt werden. Im Jahr 1994 wurde der Bavaria Filmpark wieder geschlossen, die meisten Ausstellungsstücke wurden im Zuge des Rückbaus entsorgt. Einige wenige Gegenstände gelangten hierbei in private Sammlerhände, andere Artikel gingen zurück nach München. Im 1996 an gleicher Stelle eröffneten Freizeitpark Warner Bros. Movie World gab es zwar eine Attraktion zur Unendlichen Geschichte, allerdings beinhaltete diese keinerlei Original-Requisiten oder Figuren des zweiten Films, bzw. des Vorgängerparks. Lediglich ein Felsenbeißer-Kostüm aus dem Bavaria Filmpark war noch einmalig am Eröffnungstag in der Movie World anzutreffen und wurde auch mit Stargast Arnold Schwarzenegger abgelichtet.
- Heidi Wujek entwarf die Kostüme.